# Cant redoblat
El cant redoblat és una manera de cantar que consisteix a fer oscil·lacions de la veu al final de cada frase. És un aspecte característic de la música d'arrel pròpia de les illes d'Eivissa i Formentera.
El cant redoblat, amb el seu vibrato laringi fort és un exponent de la tradició d'ornamentar el cant monòdic, típica de la conca mediterrània. Es canta per una persona, acompanyada d'un tambor amb una línia narrativa tot i que pot ser improvisat per més cantors en competència (els redoblats de porfedi).